# Niltava
Niltava é um género de ave da família Muscicapidae.

## Espécies
Este género contém as seguintes espécies:
- Niltava davidi
- Niltava sundara
- Niltava sumatrana
- Niltava oatesi[3]
- Niltava vivida
- Niltava grandis
- Niltava macgrigoriae